# Cordillera de Gibraltar
La cordillera de Gibraltar es una cadena montañosa situada en la región de Northern Tablelands, en Nueva Gales del Sur (Australia). Se extiende desde la Gran Cordillera Divisoria, en Bald Nob, a unos 25 kilómetros al este-noreste de Glen Innes, y discurre en dirección este-noreste y norte-noreste durante unos 100 kilómetros hasta la confluencia de los ríos Timbarra y Clarence. Forma la cuenca hidrográfica entre estos dos ríos. 
Dentro de la cordillera se encuentra el Parque nacional Montes Gibraltar. Las minas de la zona han producido minerales amalgamados de titanio, estaño, oro, níquel, rodio y hierro. Recientemente, se han producido incendios forestales o amenazas de incendios forestales en la cordillera de Gibraltar.

## Ubicación y características
La cordillera de Gibraltar se encuentra en el noreste de Nueva Gales del Sur. Alberga el Parque Nacional de la Cordillera de Gibraltar, uno de los bosques tropicales de Gondwana de Australia. Se encuentra en la zona del ayuntamiento del Valle de Clarence y en el interior de Grafton. La autopista Gwydir atraviesa la cordillera y su parque nacional.
La cordillera de Gibraltar se define por sus altas crestas y valles escarpados que intersecan mesetas.  Fueron creados a mediados de la Era Paleozoica. Los volcanes encontrados en la cordillera datan del Pérmico Tardío (Lopingiano), y el granito en la cordillera data del Pérmico- Triásico. En la cordillera se encuentran intrusiones volcánicas. Se pueden ver en "rocas ígneas intrusivas y extrusivas que claramente son anteriores a la Gran Escarpa ". 
La cordillera de Gibraltar es una zona en la que llueve mucho. Hay una estación de medición de aguas superficiales en la cordillera, en Dandahra Creek, que se inauguró el 10 de mayo de 1972. La zona tiene una precipitación media anual de 1146 mm, con una escorrentía media anual de 624 mm y una escorrentía media anual como porcentaje de la precipitación anual de 54 mm.  Las montañas tienen afloramientos rocosos y brezales. La cordillera también alberga ecosistemas de mallee y es un bosque del noreste. En ella se encuentran minerales amalgamados de titanio, estaño, oro, níquel, rodio y hierro.

## Historia reciente
En la década de 1850 había minas en las montañas. En las décadas de 1890 y 1900 se reservó una zona de la cordillera para la silvicultura. La construcción de la primera carretera asfaltada que atravesaba la cordillera comenzó en 1960. Esto permitió celebrar la primera carrera ciclista entre la ciudad de Grafton, en la Costa Este, y la ciudad de Inverell, en las Mesetas del Norte. En 2002 se produjeron incendios forestales en la cordillera de Gibraltar. 
En octubre de 2009, se cerraron algunas partes de la cordillera de Gibraltar debido al riesgo de incendios forestales.